# CBS Radio
CBS Radio, Inc., anteriormente conocido como Infinity Broadcasting Corporation, fue uno de los propietarios y operadores más grandes de emisoras de radio en Estados Unidos, en tercer lugar detrás de su rival principal, iHeartMedia (que posee muchas de las emisoras que fueron previamente propiedad de Viacom, la matriz anterior de la CBS, hasta 1997) y Cumulus Media. 
CBS Radio poseía alrededor de 130 emisoras de radio a lo largo del país. Actualmente es parte de CBS Corporation, que también posee las cadenas de radio y televisión de CBS, y conjuntamente posee The CW Television Network.
En 2017, las estaciones de radio fueron vendidas a Entercom. Fue el último grupo de radio que quedó vinculado a una importante red de televisión, ya que la NBC se deshizo de sus intereses de radio en la década de 1980 y ABC vendió su división a Citadel Broadcasting (ahora parte de Cumulus Media) en 2007.

## Historia
CBS Radio es una de las unidades más viejas dentro de CBS Corporation, en segundo lugar a la CBS Radio Network, y ha existido desde 1928. La CBS Radio Network, sin embargo, fue lanzada en 1927, cuando la misma CBS fue llamada United Independent Broadcasters. Columbia Records posteriormente unió a ellos, y esa compañía fue renombrada como el Columbia Phonographic Broadcasting System. En septiembre de 1927, Columbia Records vendió la compañía a William S. Paley, y en 1928, Paley aerodinamizó el nombre corporativa a Columbia Broadcasting System.
La compañía que convertiría en CBS Radio era fundada en 1972 como Infinity Broadcasting Corporation por Michael A. Weiner y Gerald Carrus, con la adquisición de KOME, una emisora de radio FM que sirvió el Área de la Bahía de San Francisco. Se convirtió en una compañía públicamente cotizada dos veces: en 1986 y 1992.
Westinghouse Electric Corporation, que adquirió CBS, Inc. en 1995, adquirió Infinity Broadcasting en 1997. Westinghouse, que estableció radiodifusión moderna el 2 de noviembre de 1920 con KDKA en Pittsburgh, Pensilvania, posteriormente cambiaría su nombre a CBS Corporation, y reorganizaría todas de sus propiedades de radio (incluyendo las emisoras pertenecientes a su propio Group W), así como su negocio de publicidad de aire libre, bajo el nombre de Infinity Broadcasting Corporation.
En 1999, CBS Corporation fue fusionada en Viacom. El 14 de diciembre de 2005, Viacom cambió su nombre a CBS Corporation y escindió sus asuntos de películas y televisión por cable bajo el nombre de Viacom. En anticipación de esto, Infinity Broadcasting fue reorganizada como CBS Radio.
Hasta finales de 2004, las emisoras no le estaban permitidas usar la tecnología streaming para transmitir sus programas en línea. WCBS-AM fue la primera emisora en ser capaz de transmitir su contenido a través del Internet, seguido secamente por otras emisoras de noticias y entrevistas. Los oficiales de la compañía originalmente pensaron que no hay provecho que debería ser hecho desde streaming.
En agosto de 2006, CBS Radio anunció la venta de sus 15 emisoras de radio en Cincinnati, Ohio; Memphis, Tennessee; Austin, Texas; y Rochester, Nueva York a Entercom Communications Corporation. Este acuerdo colectivo se le concedió aprobación por la Comisión Federal de Comunicaciones (Federal Communications Commission o FCC en inglés) a mediados de noviembre de 2007, después de que se enfrentó con revista regulatoria y desafíos numerosos por más de un año, y oficialmente se cerró el 30 de noviembre del mismo año. Varias otras emisoras, la mayoría de ellas siendo en mercados menores, también se han vendida a tales compañías como BMP Radio (Border Media Partners) y la Peak Media Corporation.
El 30 de abril de 2008, CBS Radio y AOL entraron en una asociación (tras la disolución de la asociación entre AOL y XM Satellite Radio debido al cambio en las tasas de royalties de Internet). El AOL Radio Player accionado por CBS Radio cuenta con más de 200 emisoras de CBS Radio, junto con más de 200 emisoras de AOL Radio, combinando dos de los redes de radio en línea más largos y le dando a millones de oyentes acceso ilimitado y gratis a un atavío diverso de música y programación, incluyendo noticias, deportes, y entrevistas. Estas emisoras se han plegadas en la aplicación AOL Radio vista en el iTunes App Store para disponibilidad con el iPhone, el iPod Touch, y el iPad.
El 31 de julio de 2008, CBS Radio anunció que venderá 50 emisoras de radio adicionales en 12 mercados de tamaño mediano para aumentar su enfoque en emisoras de tales mercados largos como Gran Los Ángeles, Houston, el área metropolitana de Chicago, el Dallas-Fort Worth metroplex, la Ciudad de Nueva York, el Área de la Bahía de San Francisco, y el área metropolitana de Filadelfia. Se ha informado que KMOX en San Luis y KDKA en Pittsburgh no son incluidas en la venta de esas 50 emisoras de radio; sin embargo, unas compañías, como RBC Capital Markets, dicieron que CBS Radio es un "cubito de hielo derritiendo" y que CBS Corporation estaría mejor vender la totalidad de su unidad de ra dio en vez de "esperar un par de años y vender el resto por menos".
El 15 de diciembre de 2008, CBS Radio y Clear Channel Communications alcanzaron a un acuerdo para intercambiar varias emisoras. En este acuerdo, Clear Channel adquirió WQSR en Baltimore, Maryland; KBKS-FM en Seattle, Washington; KLTH y KXJM en Portland, Oregón; y KQJK en Sacramento, California; y CBS Radio obtendría KHMX y KLOL en Houston, Texas. El intercambio fue entre los primeros ejemplos de la estrategia de CBS Radio para desvestir sus emisoras en mercados de tamaño mediano y enfocar en los mercados más grandes. El acuerdo se cerró el 1 de abril de 2009.
El 20 de diciembre de 2008, CBS Radio anunció que vendría su grupo entero de tres emisoras en Denver a Wilks Broadcasting por 19.500.000 dólares. Esto es otro ejemplo de la estrategia de CBS Radio para desvestirse de sus emisoras en mercados de tamaño mediano y enfocarse en los mercados más grandes. Las emisoras incluidas en la venta incluyeron KIMN, KWLI, y KXKL.
La empresa de radiodifusión fue vendida a Entercom (actualmente Audacy, Inc.) el 17 de noviembre de 2017, quien fusionó las estaciones. En su momento, Entercom era el cuarto mayor operador de estaciones de radio de Estados Unidos, pasando al segundo lugar con la fusión con CBS Radio.